# اللو (قشلاق أهر)
اللو (بالفارسية: اللو) هي منطقة سكنية تقع في إيران في قسم قشلاق الریفي. يقدر عدد سكانها بـ 736 نسمة .